# Каля
Каля — река в России, протекает в Чувашской Республике. Устье реки находится в 244 км по левому берегу реки Суры. Длина реки составляет 13 км.
Исток реки в Алатырском районе близ границы с Мордовией в 23 км к северо-западу от города Алатырь. Вскоре после истока перетекает в Порецкий район. Протекает деревню Раздольное и село Сыреси. Ниже села впадает в боковую старицу Суры.

## Данные водного реестра
По данным государственного водного реестра России относится к Верхневолжскому бассейновому округу, водохозяйственный участок реки — Сура от устья реки Алатырь и до устья, речной подбассейн реки — Сура. Речной бассейн реки — (Верхняя) Волга до Куйбышевского водохранилища (без бассейна Оки).
Код объекта в государственном водном реестре — 08010500412110000038923.